# Gonzalez Point
Der Gonzales Point ist der nördliche Ausläufer von Penguin Island vor der Südküste von King George Island im Archipel der Südlichen Shetlandinseln. Sie liegt gegenüber dem Mersey Spit.
Polnische Wissenschaftler benannten sie 1999 nach dem chilenischen Geologen Oscar González-Ferrán, der gemeinsam mit dem Japaner Yoshio Katsui eine geologische Karte von Penguin Island erstellt hatte.